# Меморіал загиблим в АТО (Золотий Колодязь)
Меморіал загиблим в АТО — пам'ятник-монумент на пам'ять про трьох загиблих солдатів української армії, на місці, де колись стояв блокпост ЗСУ на в'їзді в село Золотий Колодязь.

## Історія
У 2014 році на в'їзді в село Золотий Колодязь на трасі «Добропілля-Краматорськ» був влаштований блокпост ЗСУ, на якому чергували троє солдатів. 23 травня до блокпосту під'їхала інкасаторська машинна, солдати підійшли перевірити документи, у відповідь пролунали постріли.
Двоє бійців померли на місці, третій прожив два тижні й помер у лікарні.
23 травня 2016 року відбулося урочисте відкриття меморіалу, встановленого на пам'ять загиблим, на місці, де колись стояв той самий блок-пост. Організатором заходу виступив депутат Добропільської міської ради Микола Борисович Стрепоченко. На відкритті були присутні жителі Добропільського району, духівництво, чиновники.

## Імена героїв
- Абросімов Андрій Вікторович
- Ситяєв Юрій Миколайович
- Дерило Андрій Борисович